# Fynnian McCarthy
Fynnian Lionel McCarthy (Kelowna, 4 dicembre 1999) è un pallavolista canadese, centrale del LKPS.

## Carriera

### Club
Muove i primi passi a livello scolastico, giocando per la George Elliot e poi passa nella lega universitaria U Sports, dove gioca per la British Columbia, vincendo il titolo nazionale.
Dopo appena un'annata con la sua università, rinuncia ai restanti anni di eleggibilità sportiva e inizia la carriera da professionista in Francia, dove per il campionato 2018-19 viene ingaggiato dal Montpellier, in Ligue A, militandovi per un biennio. Dopo un'annata in collegiale con la nazionale, nella stagione 2020-21 approda in Repubblica Ceca per partecipare alla Extraliga, accasandosi nel Lvi Praha, con cui in un triennio conquista uno scudetto.
Per il campionato 2024-25 viene ingaggiato dall'LKPS, impegnato nella Polska Liga Siatkówki, con il quale conquista la Challenge Cup.

### Nazionale
Viene convocato dalla nazionale canadese under 21 che vince la medaglia di bronzo alla Coppa panamericana 2017 e al campionato nordamericano 2018, venendo premiato in entrambi i tornei come miglior centrale; partecipa inoltre al campionato mondiale 2017 e 2019.
Debutta in nazionale maggiore in occasione della Coppa panamericana 2019, andando poi andare a conquistare la medaglia d'argento al campionato nordamericano 2021, alla NORCECA Final Six 2022 e alla Coppa panamericana 2022, a cui segue la vittoria dell'oro alla Coppa panamericana 2023.

## Palmarès

### Club
- U Sports: 1

2018
- Campionato ceco: 1

2022-23
- Challenge Cup: 1

2024-25

### Nazionale (competizioni minori)
- Coppa panamericana under 21 2017
- Campionato nordamericano under 21 2018
- NORCECA Final Six 2022
- Coppa panamericana 2022
- Coppa panamericana 2023

### Premi individuali
- 2017 - Coppa panamericana under 21: Miglior centrale
- 2018 - Campionato nordamericano under 21: Miglior centrale